# Air Liki
Air Liki is een bestuurslaag in het regentschap Merangin van de provincie Jambi, Indonesië. Air Liki telt 447 inwoners (volkstelling 2010).